# Suluhängpapegoja
Suluhängpapegoja (Loriculus bonapartei) är en fågel i familjen östpapegojor inom ordningen papegojfåglar.

## Utseende och läte
Suluhängpapegoja är en mycket liten grön papegoja. Den har röd panna och övergump, mörk näbb, orangefärgade ben och en lite orange fläck på huvudets baksida. Hanen har även varierande mängd av orange eller rött på hjässan och en stor orange brlstfläck, medan honan har blåaktigt ansikte. Näbbens ovandel är lång och spetsig. Arten är jämnstor med guaiaberon, men har mindre kropp men längre stjärt. Bland lätena hörs pulserande serier med tre eller fler toner.

## Utbredning och systematik
Fågeln förekommer enbart i ögruppen Suluöarna i södra Filippinerna. Den kategoriserades tidigare som underart till filippinhängpapegoja men urskiljs sedan 2023 som egen art av tongivande International Ornithological Congress.

## Status
IUCN erkänner den inte som art, varför den inte placeras i någon hotkategori. 